# Popeștii de Jos
Popeștii de Jos falu Romániában, Erdélyben, Fehér megyében. Közigazgatásilag Aranyosvágás községhez tartozik.

## Fekvése
Aranyosvágás közelében fekvő település.

## Története
Popeştii de Jos korábban Aranyosvágás része volt. 1956 táján vált külön településsé, ekkor 134 lakosa volt. 1966-ban 136, 1977-ben 128, 1992-ben 110, 2002-ben pedig 111 román lakosa volt.